# Kanton Frasne
 Frasne  is een kanton van het Franse departement Doubs. Het kanton maakt deel uit van het arrondissement Pontarlier.    

In 2020 telde het 26.161 inwoners.

Het kanton werd gevormd ingevolge het decreet van 25 februari 2014 met uitwerking op 22 maart 2015 met Frasne als hoofdplaats. 

## Gemeenten
Het kanton omvatte 48 gemeenten bij zijn oprichting.
Op 1 januari 2017 werd de gemeente Labergement-du-Navois toegevoegd aan de gemeente Levier die daarmee het statuut van ‘’commune nouvelle’’ kreeg.
Sindsdien omvat het kanton volgende gemeenten : 
- Arc-sous-Montenot
- Bannans
- Bonnevaux
- Boujailles
- Bouverans
- Brey-et-Maison-du-Bois
- Bulle
- Chapelle-des-Bois
- Chapelle-d'Huin
- Châtelblanc
- Chaux-Neuve
- Courvières
- Le Crouzet
- Dompierre-les-Tilleuls
- Fourcatier-et-Maison-Neuve
- Les Fourgs
- Frasne
- Gellin
- Les Grangettes
- Les Hôpitaux-Neufs
- Les Hôpitaux-Vieux
- Jougne
- Labergement-Sainte-Marie
- Levier
- Longevilles-Mont-d'Or
- Malbuisson
- Malpas
- Métabief
- Montperreux
- Mouthe
- Oye-et-Pallet
- Petite-Chaux
- La Planée
- Les Pontets
- Reculfoz
- Remoray-Boujeons
- La Rivière-Drugeon
- Rochejean
- Rondefontaine
- Saint-Antoine
- Saint-Point-Lac
- Sarrageois
- Touillon-et-Loutelet
- Vaux-et-Chantegrue
- Les Villedieu
- Villeneuve-d'Amont
- Villers-sous-Chalamont